# Paget-Gletscher
Der Paget-Gletscher ist ein 6 km langer und 1,5 km breiter Gletscher auf Südgeorgien. In der Allardyce Range fließt er von den Nordhängen des Mount Paget in nordöstlicher Richtung und mündet in die Westflanke des Nordenskjöld-Gletschers.
Teilnehmer einer vom deutschen Forschungsreisenden Ludwig Kohl-Larsen geleiteten Forschungsreise nach Südgeorgien (1928–1930) nahmen grobe Vermessungen des Gletschers vor. Der South Georgia Survey, der ihn in Anlehnung an die Benennung des gleichnamigen Bergs benannte, vermaß ihn zwischen 1951 und 1952 erneut. Namensgeber des Bergs ist der britische Admiral Alfred Wyndham Paget (1852–1918), der ein Geschwader der Royal Navy befehligt hatte, aus dem die HMS Sappho 1906 zu einer Erkundungsfahrt nach Südgeorgien abberufen worden war.